# Пермес
Пісню свою почнемо ми від муз геліконських, що мають

На Геліконі житло, на великій горі божественній,

Попри блакитну криницю своїми стрункими ногами

Довкола вівтаря Зевса могутнього танці виводять,

Гарні скупавши тіла у холодних Термесових хвилях

Або в воді Гіпокрени, чи в хвилях святого Ольмея.

Аж на вершок Гелікону виводять свої хороводи,

Гарні, чарівні, дрібцюючи ніжними мірно ногами.

Відси, окутані млою густою, вони вилітають,

Поночі понад землею виводять прегарнії співи.
Гесіод. Теогонія. Вірші 1-10.
Перме́с (грец. Περμησσός, лат. Permessus), або Терме́с (грец. Τερμησσός, лат. Termessus) — річка в Греції, в Беотії, на горі Гелікон. Впадала до озера Копаїс. У грецькій міфології — однойменний річковий бог, батько наяди Аганіппи. У «Теогонії» Гесіода називається Пермес, згадується як місце купання муз; у працях Павсанія — Термес. Притока — річка Ольмей. На честь Пермеса названо один з каналів планети Марс.